# Tammy Beaumont
Tamsin Tilley Beaumont MBE (* 11. März 1991 in Dover, Vereinigtes Königreich) ist eine englische Cricketspielerin, die seit 2009 für die englische Nationalmannschaft spielt.

## Kindheit und Ausbildung
Beaumont wurde früh durch ihren Vater gefördert. Da sie zunächst kleiner war als ihre Alterskameraden, wurde sie zunächst nicht in die Jugendmannschaften von Kent aufgenommen. Im Mai 2007 gab sie als 16-jährige ihr Debüt für Kent. Sie studierte Chemie und Sportwissenschaften an der Loughborough University.

## Aktive Karriere

### Anfänge in der Nationalmannschaft
Ihr Debüt in der Nationalmannschaft gab sie bei der Tour in den West Indies im November 2009, wobei sie ihr erstes WODI und WTwenty20 absolvierte. In den ersten Jahren war sie als Wicket-Keeperin solide, konnte jedoch in ihren Batting-Einsätzen selten überzeugen. Im August 2013 gab sie ihr Debüt im WTest-Cricket gegen Australien. Einen Tiefpunkt erreichte sie bei ihrer ersten Weltmeisterschaft, der ICC Women’s World Twenty20 2014 im März 2014, als sie nur 10 Runs in 4 Innings erzielen konnte. Mit dem Gedanken spielend, den Sport zu verlassen, erhielt sie kurz darauf einen der ersten zentralen Verträge für Frauen des englischen Verbandes. Dies leitete einen Wendepunkt in ihrer Karriere ein. Im Jahr 2015 hatte sie keine Einsätze in der Nationalmannschaft, aber führte unter anderem den englischen Academy-Kader gegen das australische Gegenstück als Kapitänin.

### Durchbruch als Batterin
Wieder zurück im Team bestritt sie im Februar 2016 den ICC Women’s World Twenty20 2016, jedoch nicht mehr als Wicket-Keeperin, sondern als Eröffnungs-Batterin. Mit ihren Leistungen am Schlag hatte sie großen Anteil am Erreichen des Halbfinales und wurde gegen die West Indies als Spielerin des Spiels ausgezeichnet. Im Sommer 2016 konnte sie dann bei der Tour gegen Pakistan endgültig ihren Durchbruch erreichen. Im ersten WODI erzielte sie ein Half-Century über 70 Runs, bevor sie im zweiten (104 Runs aus 116 Bällen) und dritten (168* Runs aus 144 Bällen) jeweils ein Century erzielen konnte. Damit war sie die erste Engländerin, die zwei Centuries in zwei aufeinanderfolgenden Spielen erreichte und hatte damit das zu diesem Zeitpunkt höchste Batting-Average einer Engländerin in einer Drei-Spiele-Serie errungen. In der folgenden Twenty20-Serie konnte sie mit 82 und 55 Runs zwei weitere Fifties hinzufügen. Von nun an war sie fest im Team etabliert. Zu Beginn der Saison 2016/17 konnte sie in den West Indies (57 Runs) und in Sri Lanka (78 Runs) jeweils ein Fifty erreichen.
Im folgenden Sommer folgte dann der Women’s Cricket World Cup 2017. Dort konnte sie in der Vorrunde gegen Südafrika ein Century über 148 Runs aus 145 Bällen erzielen. Gegen Neuseeland sicherte sie dann mit einem Half-Century über 93 Runs den Halbfinaleinzug. Mit ihren Leistungen hatte sie wichtigen Anteil daran, dass England den Weltmeistertitel errang und wurde dafür als Spielerin des Turniers ausgezeichnet. Im Herbst 2017 konnte sie zunächst in Australien ein Half-Century über 74 Runs in den WODIs erreichen. Ein weiteres Fifty über 70 Runs kam dann im Test hinzu. Zum Ende der Saison, bei einem Drei-Nationen-Turnier in Indien, konnte sie in einem WTWenty20 mit 58* gegen Australien ebenfalls ein Fifty erreichen. Im Sommer 2018 konnte sie dann gegen Südafrika drei Centuries erzielen. Zunächst gelangen ihr im zweiten WODI 101 Runs aus 109 Bällen und im dritten WODI 105 Runs aus 123 Bällen, womit sie den Serien-Sieg sicherte. Im folgenden WTWenty20-Drei-Nationen-Turnier konnte sie gegen Südafrika im ersten Spiel dann ein weiteres Century über 116 Runs aus 52 Bällen hinzufügen, bevor sie ein weiteres Fifty über 71 Runs erreichte. In der folgenden WODI-Serie gegen Neuseeland kamen dann noch einmal zwei Half-Centuries hinzu (67 und 53 Runs).

### Aufstieg zur besten WT20-Batterin der Welt
Im März 2019 konnte sie zunächst in Indien 62 Runs im ersten WTwenty20 erreichen. Bei der folgenden Tour in Sri Lanka erreichte sie jeweils ein Half-Century im WODI (63 Runs) und WTwenty20 (50* Runs). Im Sommer 2019 konnte sie dann zunächst gegen die West Indies ein Fifty über 61 Runs erzielen und gegen Australien mit 114 Runs aus 115 Bällen ein Century. Der Höhepunkt in der Saison 2019/20 war ein Century über 107 Runs aus 141 Bällen gegen Pakistan in Malaysia. Beim ICC Women’s T20 World Cup 2020 zeigte sie jedoch keine guten Leistungen. 
Die Saison 2020/21 begann mit 62 Runs beim zweiten WTwenty20 in den West Indies. Im Frühjahr 2021 bei der Tour in Neuseeland erzielte sie zunächst in den WODIs drei Half Centuries (71, 72* und 88* Runs) und ein weiteres in den WTWenty20s (63 Runs). Im Sommer 2021 erzielte sie gegen Indien in allen drei Formaten jeweils ein Half-Century (87*, 66 und 59 Runs). Gegen Neuseeland folgten zunächst 97 Runs im WTwenty20 und dann ein Century über 102 Runs aus 114 Bällen in den WODIs. Bei den ICC Awards 2021 wurde sie als Spielerin des Jahres im WTWenty20-Cricket gewählt.